# Ejido 3 de Marzo
Ejido 3 de Marzo är en ort i Mexiko.   Den ligger i kommunen San Felipe Orizatlán och delstaten Hidalgo, i den sydöstra delen av landet, 200 km norr om huvudstaden Mexico City. Ejido 3 de Marzo ligger 222 meter över havet och antalet invånare är 203.
Terrängen runt Ejido 3 de Marzo är kuperad åt sydväst, men åt nordost är den platt. Runt Ejido 3 de Marzo är det ganska tätbefolkat, med 248 invånare per kvadratkilometer. Närmaste större samhälle är San Felipe Orizatlán, 1,9 km nordost om Ejido 3 de Marzo. Omgivningarna runt Ejido 3 de Marzo är en mosaik av jordbruksmark och naturlig växtlighet.